# Pherecydes carinae
Pherecydes carinae är en spindelart som beskrevs av Ansie S. Dippenaar-Schoeman 1980. Pherecydes carinae ingår i släktet Pherecydes och familjen krabbspindlar. Inga underarter finns listade i Catalogue of Life.